# 約翰·特托羅
約翰·麥可·特托羅（英語：John Michael Turturro，義大利語發音：[turˈturro]，1957年2月28日—）是一位美國和義大利男演員、編劇和導演。他是義大利裔美國人。出演過的著名作品如《為所應為》（1989年）、《霹靂高手》（2000年）、《恐懼X》（2003年）、《變形金剛》（2007年）、《亡命快劫》（2009年）、《色衰應召男》（2013年）和《出埃及記：天地王者》（2015年）。此外，他還時常與柯恩兄弟、亞當·山德勒和史派克·李合作。
特托羅在1991年憑著《巴頓芬克》榮獲坎城影展最佳男主角獎。並曾獲得黃金時段艾美獎，並且也提名了三座美國演員工會獎和一座金球獎。

## 外部連結
- 約翰·特托羅在互联网电影资料库（IMDb）上的資料（英文）
- AllRovi上的約翰·特托羅